# Paranogmius
Paranogmius doederleini
Genre
Espèce
Paranogmius est un genre fossile de grands actinoptérygiens ayant vécu durant l'étage Cénomanien du Crétacé supérieur dans ce qui est aujourd'hui l'Afrique du Nord. La seule espèce rattachée est Paranogmius doederleini, documentée uniquement par deux crânes partiels et plusieurs vertèbres dorsales ayant été découverts dans la formation de Bahariya, en Égypte. Les fossiles, étant stockés à Munich, sont détruits en 1944 durant la Seconde Guerre mondiale. Il s'agissait vraisemblablement d'un poisson plutôt imposant, pouvant mesurer jusqu'à 3 m de long.

## Historique des recherches
Les premiers et uniques restes fossiles connus de Paranogmius sont découverts en 1916 par des équipes travaillant pour le paléontologue allemand Ernst Stromer au sein du district de Gebel el Dist de l'oasis de Bahariya, en Égypte, et sont par la suite emmenés au musée paléontologique de Munich. Les restes, constitués uniquement de deux crânes postérieurs partiels et de plusieurs vertèbres, sont décrits en 1935 par Wilhelm Weiler (d), lequel assigne à ce matériel un nouveau genre et l'espèce Paranogimus doederleini. Le nom générique est nommé en raison de ses similitudes avec le genre apparenté Pentanogmius (en), tandis que l'épithète spécifique honore le paléontologue Ludwig Döderlein. Dans sa description, Weiler note la grande taille de ces restes, l'un des crânes partiels, catalogué BSPG 1912 VIII 99 et désigné holotype, mesurant 45 cm de long. Durant la Seconde Guerre mondiale, les spécimens concernés sont détruits lors du raid aérien des bombardiers de la British Royal Air Force sur Munich, dans la nuit du 24 au 25 avril 1944,  chose arrivant de même pour d'autres échantillons fossiles provenant de Bahariya,. Ainsi, depuis 1935, aucun matériel supplémentaire n'a été décrit, bien que Concavotectum moroccensis (en) puisse s'avérer être un possible synonyme junior,.

## Description

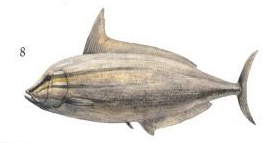
Reconstitution de P. doederleini.

Paranogmius est un Plethodidae (en), ce qui signifie qu'il possédait probablement une grande nageoire dorsale et un corps fusiforme comme ses proches parents. Paranogmius partage également la forme triangulaire de la tête, la plaque mâchant et le large museau, comme Pentanogmius (en). Les différences diagnostiques entre Paranogmius et les autres Plethodidae résident principalement dans les régions dentaire et postérieure du crâne,. La caractéristique la plus remarquable de Paranogmius est sa taille imposante, avec des estimations le plaçant à 3 m de long.

## Systématique
Le genre Paranogmius et l'espèce Paranogmius doederleini ont été décrits en 1935 par le paléontologue allemand Wilhelm Weiler (d) (1890-1972),.

### Publication originale
- (de) Wilhelm Weiler, « Ergebnisse der Forschungsreisen Prof. Stromers in den Wusten Aegyptens. II. Wirbeltierreste der Baharije-Stufe (unterstes Cenoman). 16. Neue Untersuchungen an den Fischresten », Abhandlungen der Bayerischen Akademie der Wissenschaften, Mathematisch-Naturwissenschaftliche Abteilung, vol. 32,‎ 1935, p. 1-57 (lire en ligne  [PDF])